# Louis Sigal
Pour les articles homonymes, voir Sigal.
L'abbé Louis Sigal (Narbonne, 10 septembre 1877 - Cuxac d'Aude, 6 janvier 1945) est un prêtre catholique et archéologue français.

## Biographie
Il fait des études d'histoire à l'université de Toulouse et devient en 1905 professeur au petit séminaire de Narbonne.
Découvreur d'un manuscrit du XIVe siècle sur l'édification de la cathédrale Saint-Just, il se lance dans la confrontation archéologique, la première sur Narbonne et sa région.
Il étudie alors les origines chrétiennes de la Narbonnaise et fouille l'église Saint-Paul et ses alentours (1921-1922) et y découvre un cimetière chrétien du IVe siècle et une chapelle primitive. Pour analyser l'antiquité païenne de Narbonne et établir la topographie de la cité antique, il effectue des sondages de voirie et parvient à préciser la date et le tracé de l'enceinte, l'emplacement du Capitole et de l'amphithéâtre. En 1925, il découvre les galeries et les cellae d'un horreum proche de celui d'Ostie.
En 1923, il rejoint Félix Mouret dans ses fouilles d'Ensérune et en devient en 1928 directeur des recherches et conservateur du musée qu'il a constitué. Contrairement à Mouret qui avait exploré la nécropole, l'abbé Sigal se spécialise sur l'habitat, dégage les remparts, un quartier de maisons et une rue. Par son exploitation systématique et stratigraphique des données, il réalise des plans et des dessins précis du site et révèle les vestiges de la seconde moitié du VIe siècle av. J.-C.
Directeur du musée jusqu'en 1942, il est élu membre correspondant de la Commission des monuments historiques en 1937.

## Hommage
- Une rue de Narbonne porte son nom.

## Travaux
- Contribution à l'histoire de la cathédrale Saint-Just de Narbonne, Bulletin de la Commission archéologique de Narbonne no 15, 1921, p. 11-253
- Histoire archéologique de l'église romane d'Ouveillan, Bulletin de la Commission archéologique de Narbonne, 1922-1923, p. 382-429
- Les premiers temps chrétiens à Narbonne (IIIe et IVe siècle) d'après l'archéologie, Bulletin de la Commission archéologique de Narbonne no 20, 1939-1940, p. 93-151 et no 22, 1947-1948, p. 21-67
- Les fabri subaediani d'après une inscription inédite du Musée de Narbonne, Bulletin de la Commission archéologique de Narbonne no 16, 1924, p. 141-156